# 澳洲广播电台
澳洲广播电台（英語：ABC Radio Australia）是澳大利亚广播公司（ABC）的国际广播服务机构。它与澳大利亚国际电视台共同组成ABC的国际广播电视及合作部。根据1983年《澳大利亚广播公司法》，包括澳广在内的澳大利亚广播公司是一个完全独立的公共广播机构。
澳广的播音室位于澳大利亚维多利亚州的墨尔本。
澳广是澳大利亚广播公司的一部分，因此它的资金也来自联邦政府。

## 发射台
澳洲广播电台的发射台设在澳洲国内维多利亚州的雪帕顿市，每天播出1小时30分的中文节目，发射功率100千瓦。由于澳洲雪帕顿市距离中国有上万公里，因此电波需要反射两次，才能到达中国，故澳广在中国的收听效果并不好。澳洲广播电台对中国播音的发射站原设于澳洲北部的达尔文市，现已停止使用，两部发射机拆卸废弃，一部迁至关岛继续使用，其余迁至雪帕顿市，继续播出至今。为了改善亚洲听众在达尔文市发射台停播后能继续收听到清晰的澳广节目，在继续使用雪帕顿发射台的同时，还租用位于新加坡西北部克兰芝工业区的克兰芝转播站（拥有者为英国广播公司全球服务，共有5部250千瓦的短波发射机），近距离向中国、朝鲜民主主义人民共和国、大韩民国、日本和东南亚播送澳广的节目。
2013年7月22日起，澳广停止使用短波播出中文节目。但仍然继续制作中文音频节目，并通过网络播出。